# One Take Radio Sessions
One Take Radio Sessions es un EP del músico británico Mark Knopfler, publicado por la compañía discográfica Mercury Records en junio de 2005. El disco contiene canciones grabadas en una sola toma en los Shangri-La Studios de Malibú (California), siete de ellas extraídas del álbum Shangri-La y una, «Rüdiger», de  Golden Heart. El EP supone una versión extendida de The Trawlerman's Song, otro EP con dos temas menos.

## Recepción
En su reseña para Allmusic, James Christopher otorgó al EP dos de cinco estrellas, y escribió que aunque «la intrerpretación es de primera categoría, la grabación impecable y las canciones fuertes», sentía que el EP no ofrecía nada nuevo que no hubiera aparecido previamente en el álbum de 2004 Shangri-La. Según Christopher: «Mark Knopfler aun puede estar recuperándose del accidente de moto que casi lo mata en 2003, pero no es ninguna excusa para este flácido EP de grabaciones "en vivo en el estudio". Publicado en 2004, Shangri-La fue un asunto muy básico que encontró al legendario líder de Dire Straits asumiendo una personalidad más contemplativa y fatalista que en esfuerzos anteriores, lo que resultó en una de sus salidas como solista no del todo desagradables. Ese Shangri-La grabado con pocas o casi ninguna sobregrabación hace esta interpretación de ocho canciones algo redundante. Nada nuevo sobre la mesa, excepto la inclusión de "Rüdiger" del álbum de 1996 Golden Heart, e incluso la canción es similar a la grabación original».

## Lista de canciones
Todas las canciones escritas y compuestas por Mark Knopfler. 
| N.º | Título                  | Duración |  |
| 1.  | «The Trawlerman's Song» | 5:13     |  |
| 2.  | «Back to Tupelo»        | 4:32     |  |
| 3.  | «Song for Sonny Liston» | 5:30     |  |
| 4.  | «Rüdiger»               | 6:07     |  |
| 5.  | «Boom, Like That»       | 4:35     |  |
| 6.  | «Everybody Pays»        | 6:10     |  |
| 7.  | «Donegan's Gone»        | 2:59     |  |
| 8.  | «Stand Up Guy»          | 4:29     |  |

## Personal
Músicos
- Mark Knopfler: voz y guitarra
- Richard Bennett: guitarras
- Jim Cox: teclados
- Matt Rollings: teclados
- Doug Pettibone: guitarra (2,5) y mandolina (8)
- Glenn Worf: bajo
- Chad Cromwell: batería

Equipo técnico
- Mark Knopfler: productor
- Chuck Ainlay: productor e ingeniero de sonido
- Rodney Pearson: edición digital
- Bob Ludwig: masterización